# Route nationale 746
Die Route nationale 746, kurz N 746 oder RN 746, war eine französische Nationalstraße, die von 1933 bis 1973 zwischen La Roche-sur-Yon und L’Aiguillon-sur-Mer verlief. Sie hatte in L’Aiguillon-sur-Mer keinen Anschluss an eine andere Nationalstraße. Ihre Länge betrug 53 Kilometer.